# Harrow (borough)
Pronunciação

Localização do borough de Harrow na Região de Londres.

Harrow é um borough da Região de Londres, na Inglaterra. Faz fronteira com o condado de Hertfordshire ao norte e outros boroughs da Região de Londres: Hillingdon para o oeste, Ealing ao sul, Brent para o sudeste e Barnet para o leste. A autoridade administrativa local é exercida pelo Harrow London Borough Council.